# Pietro Musone
Pietro Musone (Casapulla, 30 marzo 1847 – Casapulla, 15 settembre 1879) è stato un compositore e operista italiano.

## Biografia
Nacque a Casapulla dal calzolaio Francesco Musone e da Concetta Monforte. Fu allievo della Banda Musicale di Caserta e cominciò fin da giovane a studiare il contrappunto e l'armonia, ispirandosi alle opere di Vincenzo Bellini, Gioachino Rossini, Gaetano Donizetti e Saverio Mercadante. Prestò servizio militare tra i 18 e i 22 anni, mettendosi in luce come clarinettista e diventando direttore di banda nel 76º reggimento fanteria. Ritornò a Casapulla come maestro della Banda Musicale di Caserta.
Ancora venticinquenne, fu indicato da Gabriele Fantoni nella sua Storia universale del canto tra i più promettenti maestri e compositori dell'epoca.
La sua principale collaborazione fu col librettista Enrico Golisciani. Tra le sue composizioni con testi di Golisciani: il Camõens (1872), dramma lirico in quattro atti ispirato alla vita del poeta lusitano Luís Vaz de Camões, Wallenstein (1873), e Carlo di Borgogna (1876). Il Camõens in particolare riscosse un grande successo, che fu definito dalla stampa francese e britannica come clamoroso, e gli valse una medaglia. Copie del libretto dell'opera sono conservate presso la Biblioteca del Congresso degli Stati Uniti, la Houghton Library dell'Università di Harvard, e la libreria dell'Università di Berkeley. L'opera fu interpretata anche dal tenore Beniamino Gigli a inizio carriera. Le prime di tali opere si svolsero presso il prestigioso Teatro Mercadante di Napoli, il teatro stabile cittadino che aveva ospitato tra gli altri Rossini, Mozart e Donizetti: il Camõens nella stagione estiva del 1872, Wallenstein nella stagione estiva del 1873, Carlo di Borgogna nella stagione di "carnovale" del 1876.
Nel 1877 scrisse un Inno a San Elpidio, con testo di Vincenzo Tummolo.
L'annuncio della sua prematura morte, all'età di trentun'anni, fu dato anche dalla stampa francese e britannica.

## Riconoscimenti
Dopo la morte gli fu dedicata una via nel proprio comune e la "Grande Messa", durante la quale fu suonato, con direzione di Marcantonio Monaco, il suo Camõens, nella piazza Giacomo Stroffolini.
Nel proprio comune, in occasione del centenario dalla morte, è stato celebrato un concerto e inaugurata nella via a lui dedicata una lapide monumentale con busto. Il suo mausoleo è stato ristrutturato nel 2011. Un'altra scultura a lui dedicata per opera di Onofrio Buccini è presente presso il mausoleo.

## Opere
- Camõens, Stab. Tip. del Commend. G. Nobile, Napoli, 1872
- Wallenstein, Editore Salvatore De Angelis, Napoli, 1973
- Carlo di Borgogna, Stab. Tip. del Commend. G. Nobile, Napoli, 1876